# Относительность (литография)
«Относительность» — литография голландского художника Эшера. Впервые была напечатана в 1953 году.
На литографии изображён парадоксальный мир, в котором не применяются законы реальности. В одном мире объединены три реальности, три силы тяжести направлены перпендикулярно одна другой. Создана архитектурная структура, реальности объединены лестницами. Для людей, живущих в этом мире, но в разных плоскостях реальности, одна и та же лестница будет направлена или вверх, или вниз.

## Использование в других художественных произведениях
- Одна из комнат Города Гоблинов в фильме «Лабиринт» сделана по картине Эшера «Относительность»[1][2][3].
- В серии «I, Roommate» мультсериала «Футурама» во время поисков квартиры одному из героев персонажи посещают в том числе «эшеровский» дом.
- В серии «No Meals on Wheels» мультсериала «Гриффины» присутствует врезка, в которой сам Эшер в виде рэпера поёт и танцует внутри этой литографии.
- В аниме «Cardcaptor Sakura» среди волшебных карт присутствует карта «Maze» (Лабиринт), свойство которой — создавать гигантские лабиринты, в частности очень похожие по структуре на эту литографию.
- «Структура Эшера» упоминается в виде татуировки героини дилогии «Warcross» — Эмики Чен (стр. 333 издания книги Издательством АСТ)
- В игре Devil May Cry 3 присутствует локация которая похожа на картину.
- В одной из сцен манги «Берсерк» автор отсылается на эту картину.
- В телесериале Игра в кальмара объёмные лестницы в коридорах  напоминают полотно Эшера.
- В клипе на песню Mineshield исполнителя Yellow Fire картина Эшера появляется на несколько секунд.